# Chambre de commerce et d'industrie Sud Alsace Mulhouse
La chambre de commerce et d'industrie Sud Alsace Mulhouse est l'une des deux CCI du département du Haut-Rhin. Son siège est à Mulhouse au 8, rue du 17 novembre.
Elle fait partie de la chambre régionale de commerce et d'industrie d'Alsace.

## Missions
À ce titre, elle est un organisme chargé de représenter les intérêts des entreprises commerciales, industrielles et de service de l'arrondissement de Mulhouse et de leur apporter certains services. C'est un établissement public qui gère en outre des équipements au profit de ces entreprises.
Comme toutes les CCI, elle est placée sous la double tutelle du Ministère de l'Industrie et du Ministère des PME, du Commerce et de l'Artisanat.

### Service aux entreprises
- Centre de formalités des entreprises
- Assistance technique au commerce
- Assistance technique à l'industrie
- Assistance technique aux entreprises de service
- Point A (apprentissage)

### Gestion d'équipements
- Entrepôts  ;
- Port de Huningue ;
- Port d'Ottmarsheim ;
- Port d’Ile Napoléon à Illzach.

### Centres de formation
- CFA Sud Alsace

## Historique

### Liste des présidents
- Nicolas Koechlin

## Pour approfondir